# Biserica din Soltănești
Biserica din Soltănești este o biserică amplasată în Soltănești, raionul Nisporeni, Republica Moldova. Este un monument arhitectural de importanță națională inclus în Registrul monumentelor Republicii Moldova ocrotite de stat cu nr. 926 (raionul Nisporeni).